# Уступање уговора
Уступање уговора је такав уговор којим уступилац преноси пријемнику свој целокупан уговорни положај који има с другом уговорном страном, а друга страна се са тим саглашава. Пријемник стиче сва права и обавезе које су у тренутку уступања биле на страни уступиоца.

## Настанак уговора
Између цесије и уступања уговора постоји одређена сличност. Наиме, у цесији се уступа одређено потраживање с претходног на потоњег повериоца. Осим тога, уговор између дужника и преузимаоца, којим преузималац преузима дужников дуг је промена на страни дужника. Разлика између уступања уговора и универзалне сукцесије је у томе што универзални сукцесор стиче права и обавезе свог правног претходника у целини, или у одређеном делу, изражене у односу према имовини претходника, а при уступању уговора права и обавезе су одређени само у односу на конкретан двострани уговор. У савременом свету се, дакле, појавила потреба за одређени правним инструментом којим ће се детаљније регулисати промена уговорног положаја, тачније уступање уговора.

## Услови уговора
- Свака страна у двостраном уговору може, ако на то пристане друга страна, уступити уговор неком трећем лицу, које тиме постаје носилац свих њених права и обавеза из тог уговора.
- Уступањем уговора уговорни однос између уступиоца и друге стране прелази на пријемника и другу страну у часу кад је друга страна пристала на уступање, а ако је друга страна дала свој пристанак унапред, у часу кад је обавештена о уступању.
- Пристанак на уступање уговора је пуноважан само ако је дат у форми у закону прописаној за уступљени уговор.
- Одредбе о споредним правима у вези са уговором о преузимању дуга сходно ће се применити и на уступање уговора.

Дакле, да би уступање уговора имало дејство, морају бити испуњени услови који се односе на следеће:
1. Правне особине уговора поводом ког се уступање закључује
2. Сагласност трећег лица на само уступање
3. Форма уступања уговора

Уговор који је повод за закључења уговора о уступању уговора (уступљени уговор), може бити било који именован или неименован, али под условом да је теретни уговор. Дакле, уступљени уговор мора бити двостранообавезан и то је апсолутни законски услов.
Увек је, такође, нужна и сагласност друге уговорне стране, поред сагласности воља уговарача, уступиоца и пријемника. Пристанак друге уговорне стране је обавезан, јер би било противно самом појму уговора да неко треће лице, без сагласности једне уговорне стране ступи у уговорни однос. У случају да је пристанак дат пре закључења уговора о уступању, друга страна треба бити обавештена да је дошло до закључења уговора о уступању.
Што се форме тиче, уступање уговора мора бити учињено у оном облику у ком је био закључен уступљени уговор. Ово је свакако нужан законски услов за важност уговора о уступању.
Након испуњења ових услова, пријемник може да ступи на место уступиоца заузимајући потпуно његов правни положај у уступљеном уговору. Тим уступилац престаје да буде уговорна страна у уступљеном уговору, а сва права и обавезе падају на пријемника.

## Одговорност успупаоца
1. Уступилац одговара пријемнику за пуноважност уступљеног уговора.[4]
2. Он му не јемчи да ће друга страна испунити своје обавезе из уступљеног уговора, осим ако се на то нарочито обавезао.
3. Он не јемчи другој страни да ће пријемник испунити обавезе из уговора, осим ако се на то нарочито обавезао.

После уступања, главни дужник постаје пријемник, али ако је сам уступилац дао залог, капару, кауцију или се обавезао на плаћање уговорне казне, ова средства обезбеђења се не гасе, с тим што уступилац постаје супсидијарни дужник. Нешто другачија ситуација је у случају када је треће лице даки беји средство обезбеђења у вези са уступљеним уговором. Тада се ова средства гасе, осим ако треће лице (споредни дужник) не да сагласност која се односи на пријемника.

## Приговори
Пристанак друге уговорне стране да, уместо уступиоца, у облигациони однос ступи пријемник, представља један од услова за пуноважност уступања уговора. С обзиром на ово, уступање уговора носи са собом и одређене промене у режиму приговора. Друга страна може истаћи пријемнику све приговоре из уступљеног уговора, као и оне које има из других осноса са њим. Међутим, како је друга страна стекла право на приговоре с пријемником, који нису везани за уступљени уговор, тако је изгубила право на такве приговоре према уступиоцу. То значи да нпр. друга страна сада не може према уступиоцу (након ступања уступања уговора на снагу) да истакне компензациони приговор који је могла истаћи пре уговора о уступању.